# Montfòrt (Aude)
Montfòrt, o Montfort de Bolzana (en francès Montfort-sur-Boulzane) és un municipi francès situat al departament de l'Aude i a la regió d'Occitània. Situat a la vall de Santa Creu, a la capçalera de la Bolzana, forma part de la Fenolleda històrica, però en va quedar separat amb la constitució dels departaments.
El terme comprèn, a més, els nuclis de Falgaret i Aussièras.